# 三唑
三唑（triazole）是指分子式为C2H3N3，由2个碳原子和3个氮原子组成的一个五元杂环有机化合物。
因两个氮原子之间的相对位置不同，三唑有两种同分异构体，这两种异构体分别是：
- 1,2,3-三唑
- 1,2,4-三唑

## 衍生物
三唑的衍生物一般用于抗真菌药物，包括：
- 氟康唑；
- 艾沙康唑；
- 伊曲康唑；
- 伏立康唑；
- 普拉康唑；
- 泊沙康唑等。

三唑结构可以有效保护抗真菌剂，包括：
- 氟环唑；
- 三唑醇；
- 丙环唑；
- 环唑醇；
- 戊唑醇；
- 氟硅唑；
- 多效唑等。